# Un poliziotto fuori di testa
Un poliziotto fuori di testa (Off Beat) è un film del 1986 diretto da Michael Dinner.
È un commedia romantica statunitense basata sugli equivoci. Vede come interpreti Judge Reinhold, Meg Tilly e Cleavant Derricks. È incentrato sulle vicende di un giovane bibliotecario che impersona un agente di polizia per sostenere il suo interesse amoroso verso una poliziotta.

## Trama
Joe Gower è un tranquillo bibliotecario, dal carattere eccentrico, e buon amico del poliziotto Abe Washington; quando il dipartimento di polizia mette su uno spettacolo musicale con veri agenti, Abe, che non vuole averci a che fare, convince il recalcitrante Joe a farsi passare per lui al provino e farsi sbattere fuori; se non che Joe conosce la poliziotta Rachel Rareham alle selezioni e se ne invaghisce. Decide dunque di insistere ed essere ammesso.
Abe non vede bene la cosa, ma Joe riesce a convincerlo a lasciarlo proseguire; per non destare sospetti, si fa passare per poliziotto anche fuori dalle prove, allo scopo di avvicinarsi a Rachel; ma sulla sua strada c'è l'ex di Rachel, Pete Peterson, anche lui poliziotto; una lunga serie di gag e malintesi portano la storia verso il finale.
Joe ad un certo punto confessa la verità a Rachel, che ne resta ferita; Joe medita di mollare lo spettacolo, ma durante una commissione in banca viene preso in ostaggio con gli altri clienti da due imbranati rapinatori; il suo nome finto trapela e Abe finisce nei guai, e deve recarsi alla banca sperando di salvare il salvabile (a cavallo, come punizione decisa dal suo superiore); ma Joe riesce a distrarre e disarmare i rapinatori con un passo di danza. Alla fine, Joe e Rachel partecipano allo spettacolo che ha successo, e si riconcicliano.

## Produzione
Il film, diretto da Michael Dinner su una sceneggiatura di Mark Medoff con il soggetto di Dezsö Magyar, fu prodotto da Harry J. Ufland per la Silver Screen Partners II e la Touchstone Pictures e girato a New York nel giugno del 1985.

## Distribuzione
Il film fu distribuito con il titolo Off Beat negli Stati Uniti dall'11 aprile 1986 al cinema dalla Buena Vista Pictures.
Alcune delle uscite internazionali sono state:
- in Perù nell'agosto del 1986 (Policía por error)
- in Australia il 23 ottobre 1986
- in Francia il 29 aprile 1987 (Le flic était presque parfait)
- nelle Filippine il 2 agosto 1988 (Davao)
- in Spagna (Policía por error)
- in Ungheria (Kamuzsaru)
- in Canada (Le flic était parfait)
- in Polonia (Marzenie bibliotekarza)
- in Germania Ovest (Off Beat - Laßt die Bullen tanzen)
- in Brasile (Policial por Acaso)
- in Finlandia (Tanssien tutuksi, sano)
- in Italia (Un poliziotto fuori di testa)

## Promozione
La tagline è: "The Real Life Adventures Of A Make-Believe Cop.".

## Critica
Secondo il Morandini il film è un "tentativo di commedia sentimentale riuscito sul piano dell'intreccio amoroso, meno su quello della commedia".